# سیارک ۳۳۳۷۷
سیارک ۳۳۳۷۷ (به انگلیسی: 33377 Vecernicek، نامگذاری:1999CR9) سی و سه هزار و سیصد و هفتاد و هفتمین سیارک کشف شده‌است که در ۱۲ فوریه ۱۹۹۹ کشف شد.